# Слепшек
Слепшек (словен. Slepšek) — поселення в общині Мокроног-Требелно, регіон Південно-Східна Словенія, Словенія.